# Sina Candrian
Sina Candrian (* 21. November 1988 in Flims) ist eine Schweizer Snowboarderin. Sie startet in den Freestyledisziplinen.

## Werdegang
Candrian nimmt seit 2004 an FIS-Wettbewerben und an der TTR World Snowboard Tour teil. 2005 wurde sie Zweite, 2006 Dritte bei den Junioren-Weltmeisterschaften in der Halfpipe. 2006 gewann sie ausserdem die Silbermedaille im Boardercross der Juniorinnen. Ihr erstes FIS-Weltcuprennen fuhr sie im Oktober 2005 in Saas-Fee, welches sie auf dem 17. Platz auf der Halfpipe beendete. Im Januar 2007 gewann sie auf der Halfpipe beim O’Neill Evolution in Davos. Bei den folgenden Snowboard-Weltmeisterschaften 2007 in Arosa wurde sie Siebte in der Halfpipe. Im März 2007 erreichte sie in Lake Placid mit dem zehnten Platz auf der Halfpipe ihre erste Top-Zehn-Platzierung im Weltcup.
Bei den Junioren-Weltmeisterschaften 2007 wurde Candrian Weltmeisterin im Big Air. Ein Jahr später errang sie beim Roxy Chicken Jam USA in Mammoth den dritten Platz im Slopestyle. Zu Beginn der Saison 2008/09 holte sie in Cardrona mit dem zweiten Platz auf der Halfpipe ihre erste Podestplatzierung bei einem Weltcuprennen. Im Januar 2009 belegte sie bei den Burton European Open in Laax den zweiten Platz im Slopestyle. Dieses Resultat wiederholte sie bei dieser Veranstaltung nochmals 2010 und 2011. Bei den Snowboard-Weltmeisterschaften 2009 in Gangwon errang sie den 34. Platz auf der Halfpipe. In der Saison 2009/10 gewann sie in Calgary im Slopestyle ihr erstes Weltcuprennen. Bei den Burton Canadian Open Snowboarding Championships und den Winter-X-Games-Europe 2010 kam sie auf den dritten Platz im Slopestyle. Zum Saisonende siegte sie im Slopestyle bei den Burton US Open im Stratton Mountain Resort. Die Saison beendete sie auf dem zweiten Platz in der World Snowboard Tourgesamtwertung. Bei den Winter-X-Games 2011 erreichte sie den fünften Platz im Slopestyle. Im Januar 2012 errang sie im Slopestyle den zweiten Platz beim O’Neill Evolution in Davos und bei den Burton Canadian Open in Calgary. Bei den Snowboard-Weltmeisterschaften 2012 in Oslo errang sie den 20. Platz im Slopestyle. Die Saison 2011/12 beendete sie auf dem dritten Rang in der Tourgesamtwertung. Im Januar 2013 gewann sie bei den Snowboard-Weltmeisterschaften 2013 in Stoneham Silber im Slopestyle. Beim Weltcuprennen im März 2013 in Špindlerův Mlýn belegte sie den zweiten Platz im Slopestyle.
Bei den Olympischen Winterspielen 2014 in Sotschi verpasste Candrian eine Medaille im Slopestyle um 0,25 Wertungspunkte und belegte den vierten Schlussrang. Zum Beginn der Saison 2014/15 erreichte sie beim Weltcuprennen in Istanbul den zweiten Platz im Big-Air Wettbewerb. Bei den Snowboard-Weltmeisterschaften 2015 am Kreischberg kam sie im Slopestyle auf den vierten Platz. Im Big-Air Wettbewerb holte sie Bronze. Im folgenden Jahr errang sie bei den Snowboard-Weltmeisterschaften 2016 in Yabuli den neunten Platz im Big Air und den fünften Platz im Slopestyle. Im April 2016 wurde sie bei den Schweizer Meisterschaften in Laax Dritte auf der Halfpipe.
In der Saison 2016/17 gelang ihr beim Weltcup auf der Seiser Alm der dritte Platz und am Kreischberg der zweite Platz jeweils im Slopestyle und erreichte damit den siebten Platz im Slopestyle-Weltcup. Zudem wurde sie beim Air & Style in Innsbruck Dritte. Bei den Snowboard-Weltmeisterschaften 2017 in Sierra Nevada kam sie auf den 13. Platz im Slopestyle.
Im November 2017 wurde Candrian beim Weltcup in Mailand Dritte im Big Air. Bei den Olympischen Winterspielen 2018 in Pyeongchang im erstmals im Rahmen der olympischen Snowboard-Bewerbe ausgetragenen Big Air erreichte sie am 22. Februar hinter Anna Gasser den fünften Platz und im Slopestyle den siebten Rang. In der Saison 2018/19 erreichte sie im Weltcup mit vier Top-Zehn-Platzierungen, darunter Platz drei im Slopestyle in Laax, den siebten Platz im Freestyle-Weltcup und den fünften Rang im Slopestyle-Weltcup. Beim Saisonhöhepunkt, den Snowboard-Weltmeisterschaften 2019 in Park City, kam sie auf den 11. Platz im Slopestyle.